# Silent Sanderson
Silent Sanderson (no Brasil: Um Homem de Poucas Palavras) é um filme faroeste dos Estados Unidos de 1925 dirigido por Scott R. Dunlap e estrelado por Harry Carey.